# Minami-Uonuma
Minami-Uonuma (jap. 南魚沼市 Minami-Uonuma-shi) – miasto w Japonii w prefekturze Niigata, na wyspie Honsiu (Honshū), nad rzeką Uono (66,7 km), dopływem najdłuższej rzeki kraju Shinano (367 km).

## Położenie
Miasto położone jest w dolinie górzystego regionu prefektury Niigata, który należy do „krainy śniegu”, długiego pasa niezwykle obfitych opadów śniegu, przebiegającego wzdłuż wybrzeży Morza Japońskiego. Pozwoliło to na zorganizowanie kilku ośrodków narciarskich. 
Miasto graniczy z: Tōkamachi, Uonuma.

## Transport

### Kolejowy
W mieście zatrzymuje się pociąg ekspresowy linii Jōetsu Shinkansen na stacji kolejowej Urasa.

### Drogowy
- Autostrada Kan’etsu
- Drogi krajowe nr: 17, 253, 291, 353.

## Urodzeni w Minami-Uonuma
- Ayana Onozuka – japońska narciarka dowolna